# ボヘミアン・パラダイス
ボヘミアン・パラダイス (英語: Bohemian Paradise、チェコ語: Český ráj) は、チェコ語では、チェスキー・ラーイと呼ばれ、チェコ共和国の景観保護地区で、ボヘミア地方の一部にある。これは1955年、チェコで最初の自然保護地区に指定された。当初は、面積は95 km2だったが、今日はほぼ182 km2になっている 。
このエリアは、ボヘミアの北部、首都プラハから北東方向にある。地域の境界は厳密に定められているわけではないが、大まかな境界をなしているいくつかの街がある。例えば、トゥルノフ、イチーン (Jicin)、そしてムニホヴォ・フラジシチェ (Mnichovo Hradiště) などである。その特別な地質構造により、この地域は2005年にヨーロッパおよびグローバルジオパークのネットワークに含まれ、2015年からユネスコの世界ジオパークになっている。ボヘミアン・ポラダイスのシンボルはトロスキ城である。

## 自然環境
ボヘミアン・パラダイスの最も有名な要素の1つは、周辺の町の多くで建設資材になっている砂岩である。風、水、霜、浸食、人間によって独特の形に形成られた岩が数多くある。
これらは、例えば、フルベロック、スチェ・スカリ、およびクロコチュスケプルコディ (クロコチュ村の孤立した岩の塔と断層) が含まれる。

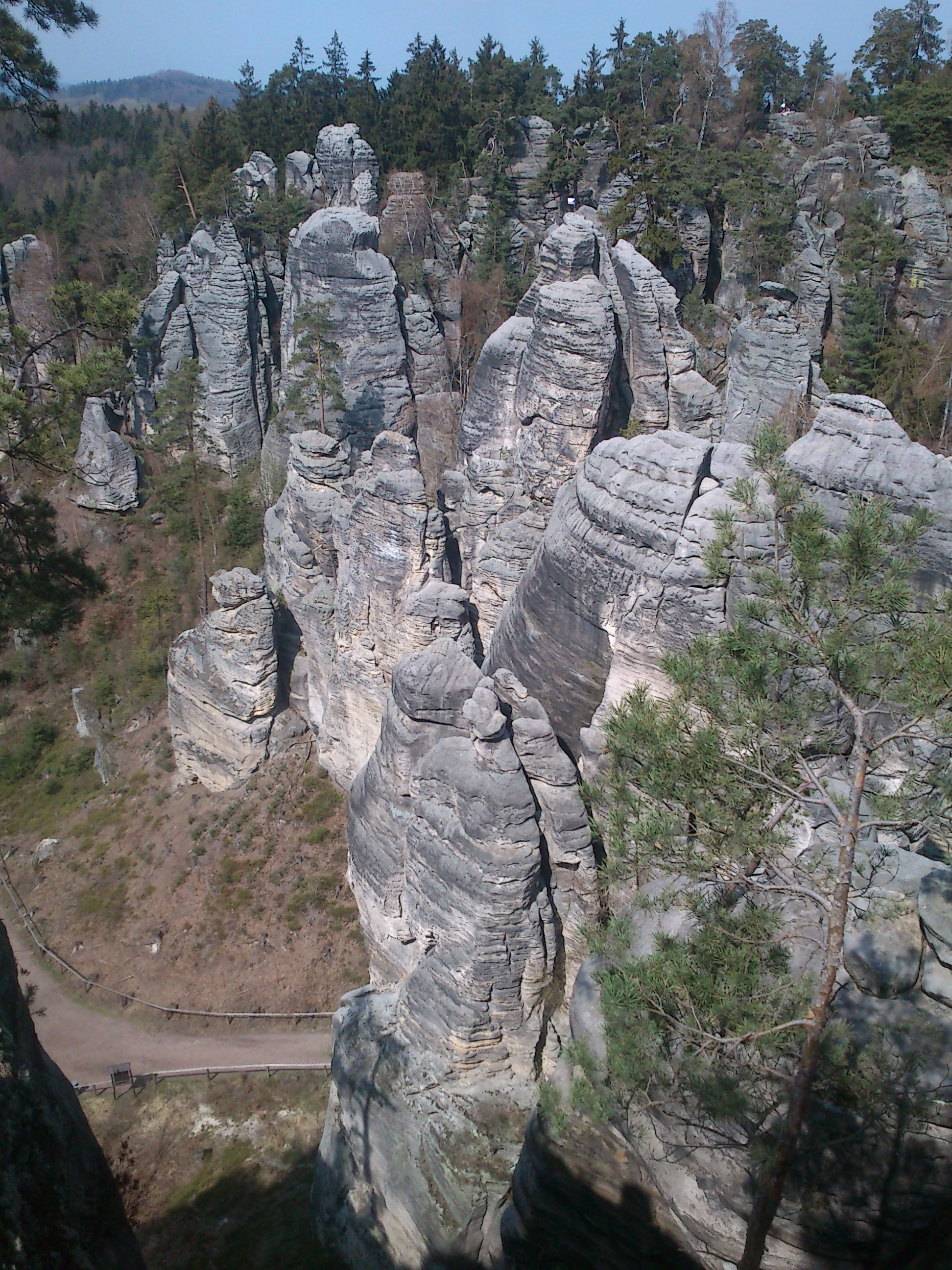
プラホフ岩

プラホフロック (チェコ語: Prachovské skály) のある地域は、特に注目に値する 
1933年以来、600万年前の古い地層が、自然保護地区として保護されてきた。有名なテレビ番組や映画のシーンがここで撮影されてきた 。日本のNHKが制作した番組『一本の道 精霊と奇岩の“楽園”を歩く〜チェコ　チェスキー・ラーイ〜』もそのひとつである。
フルベロックのあるロックタウン地域 (Hruboskalské skalní město) は、火山性の砂岩柱が見られ、これも重要である。
フルベロックとも呼ばれる城は、高い岩盤の上にそびえ立っている。元々の大邸宅は14世紀に建てられたが、長年にわたって広範囲に崩壊し、何度か再建され、最終的にルネッサンス様式の様式になった。現在、ホテルとスパとして運営されている 。
コザコフはこの地域で最も高い高台である。ここには休息所と展望台がある。コザコフはもとは火山だった。したがって、それは貴重な石が見つかっている The treatment of these gems has been connected with the history of the city of Turnov called “The heart of the Bohemian Paradise” for several centuries.。

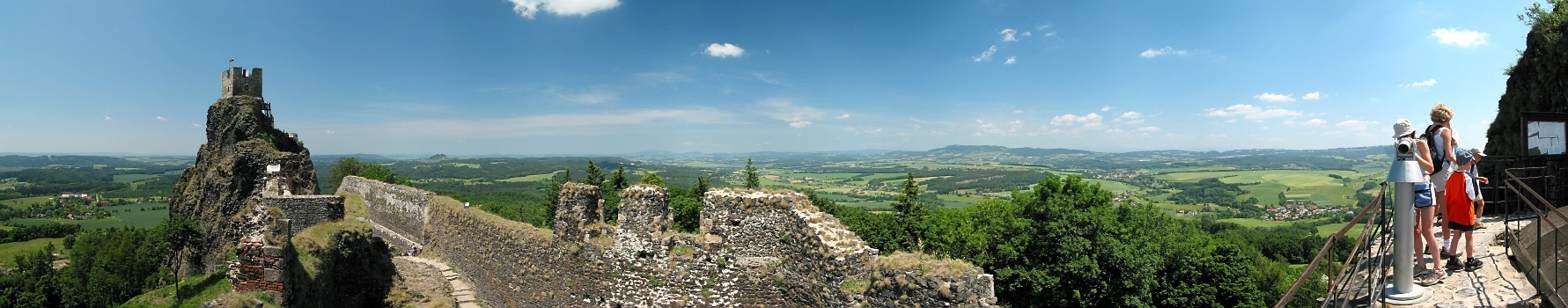
トロスキ城址からの展望

14世紀の2つの城址からなるトロスキ城は、トゥルノフから15 km離れた 2つの玄武岩火山プラグの頂上にあり、近くの洞窟も訪れることができる
。
その他、ボヘミアン・パラダイスで興味深い場所は、チェコ共和国で最大の地下湖があるボズコフドロマイト洞窟がある。ポドトロセケ渓谷は、ボヘミアン・パラダイスの象徴的存在の1つであるトロスキー城の遺跡の下にある。渓谷は田舎といくつかの池で知られている。例えば、ヴェザク、ネバク、ヴィダルクなど全部で８つの湖、池がある。 。
プラカネク渓谷は、コスト城の近くから始まり、ラソヴェク村野あたりで終わっている。このエリアには自転車コースもある。この地域には、フリードシュテン城やヴァルドシュテイン城などのさまざまな城の廃墟も見られる。 

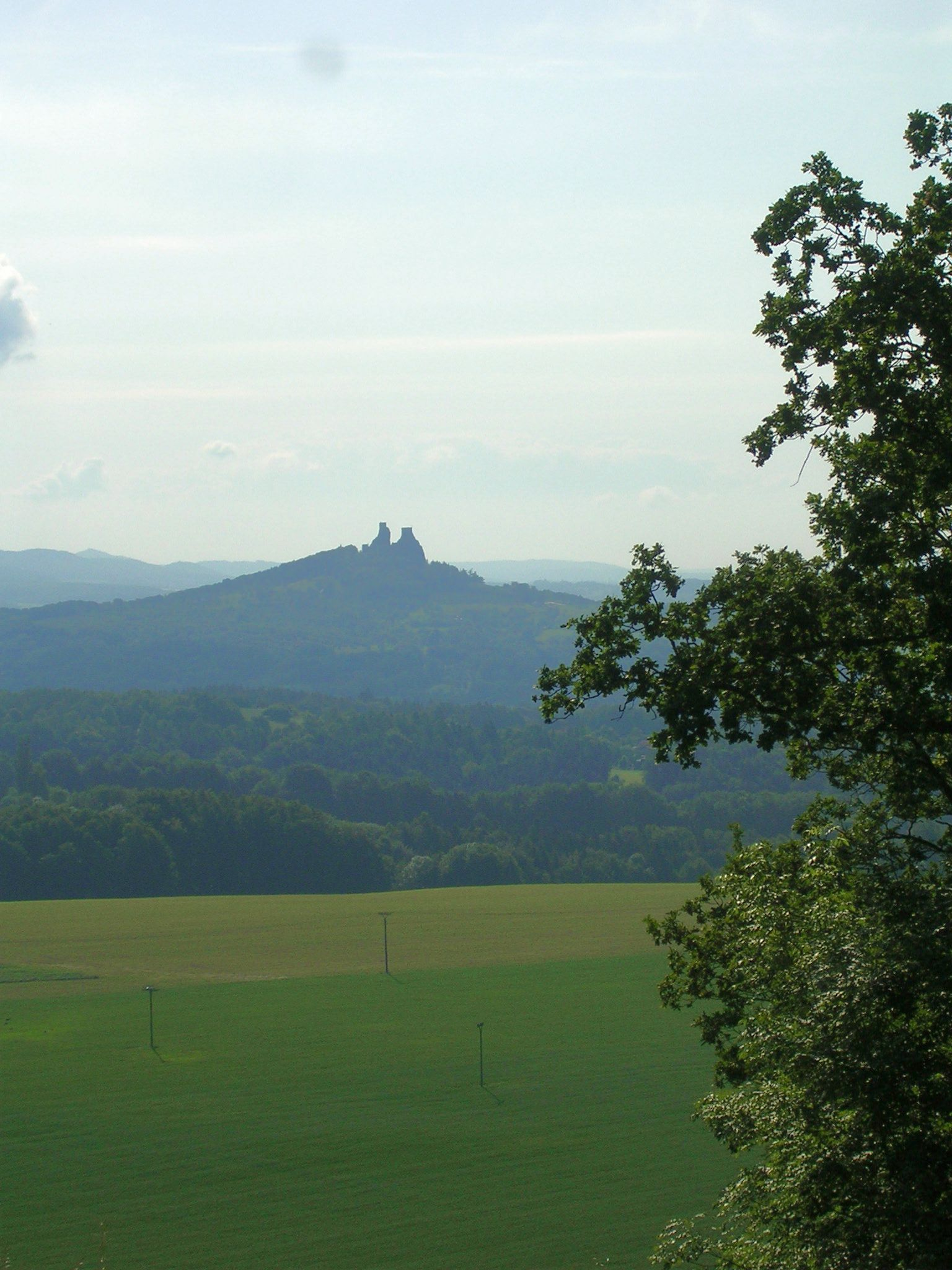
トロスキ城 ボヘミアン・パラダイスの象徴的存在
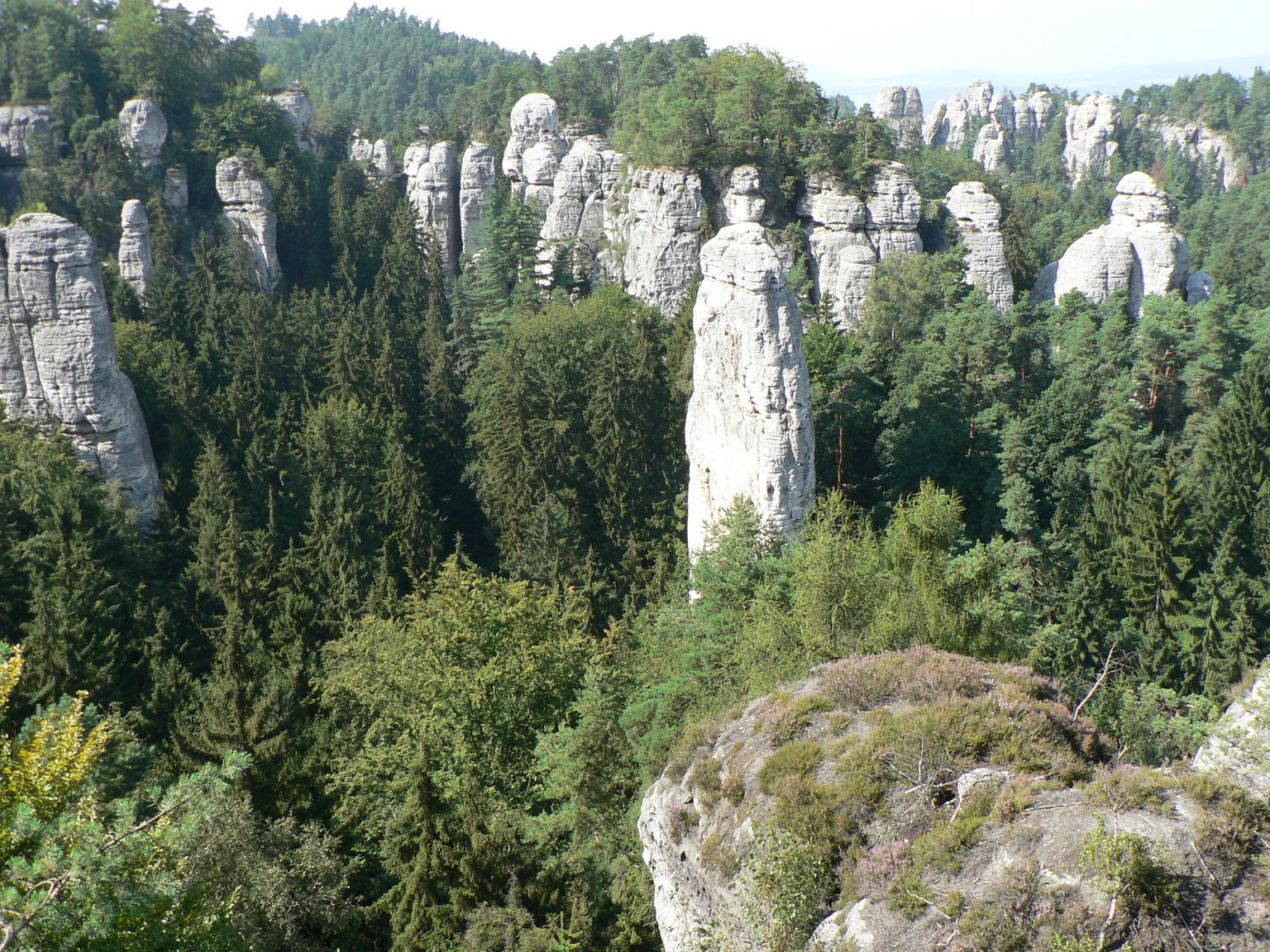
"岩の町" フルベロック
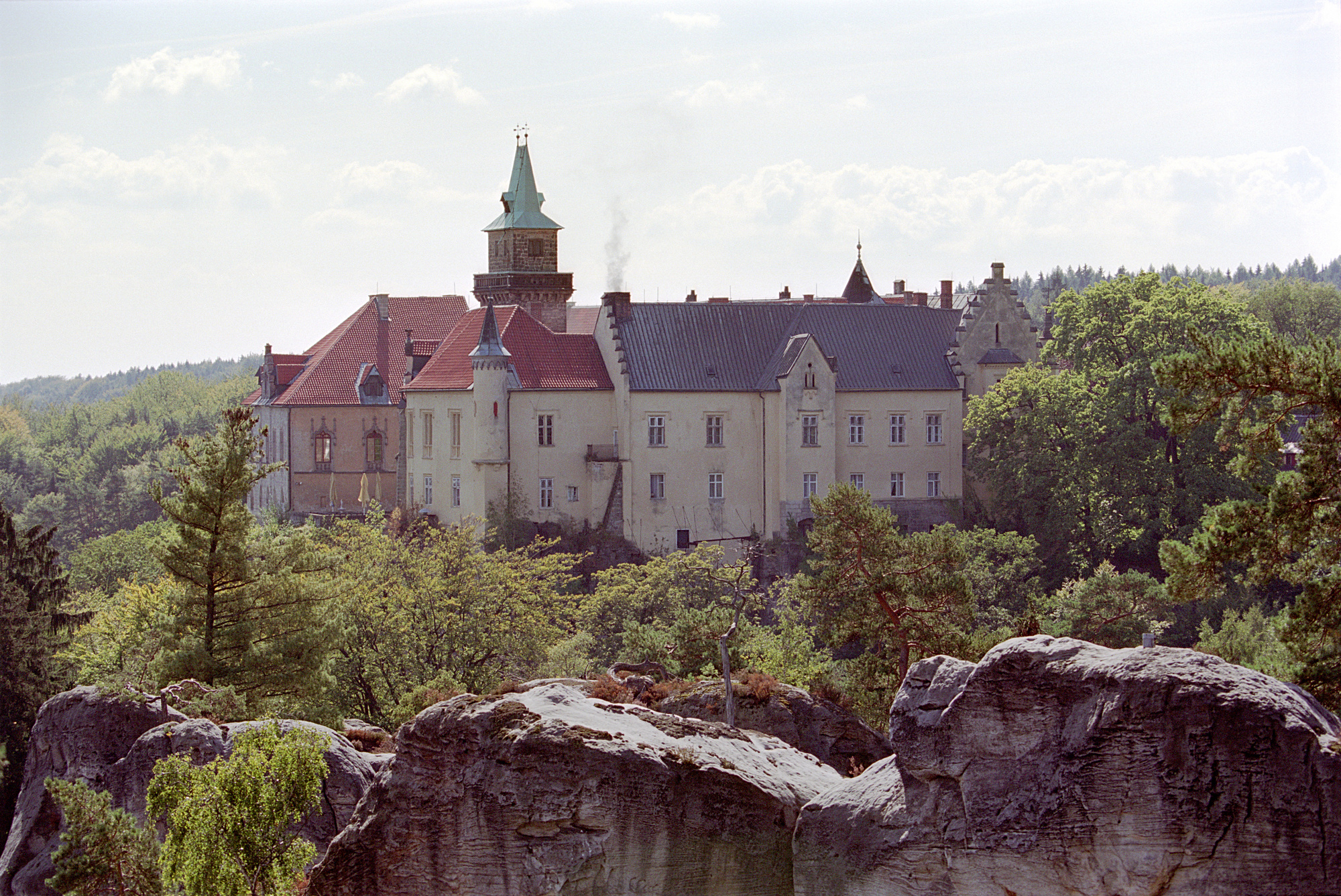
フルバロックシャトー (現在はホテルとして利用)
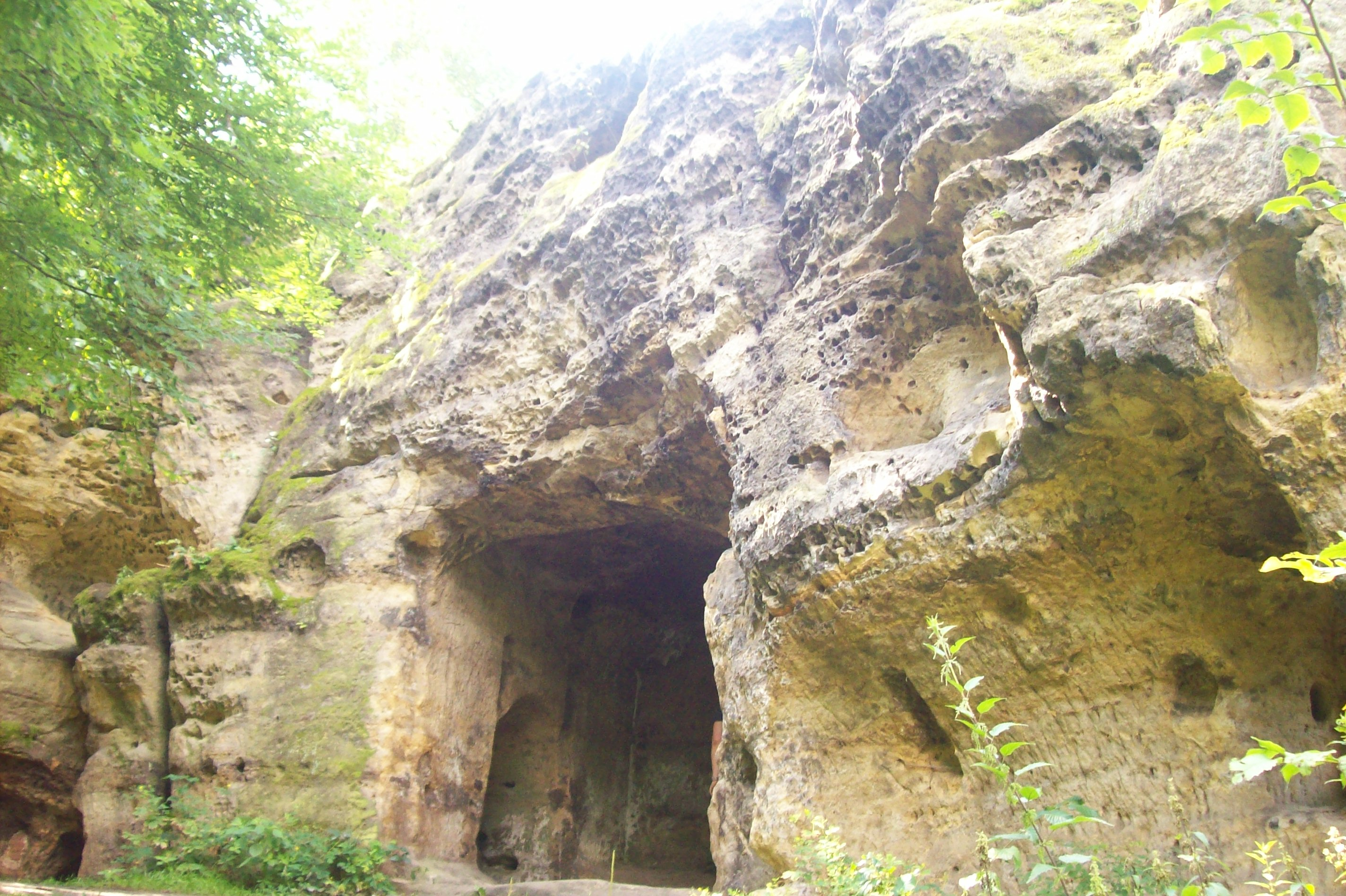
岩の中の住居
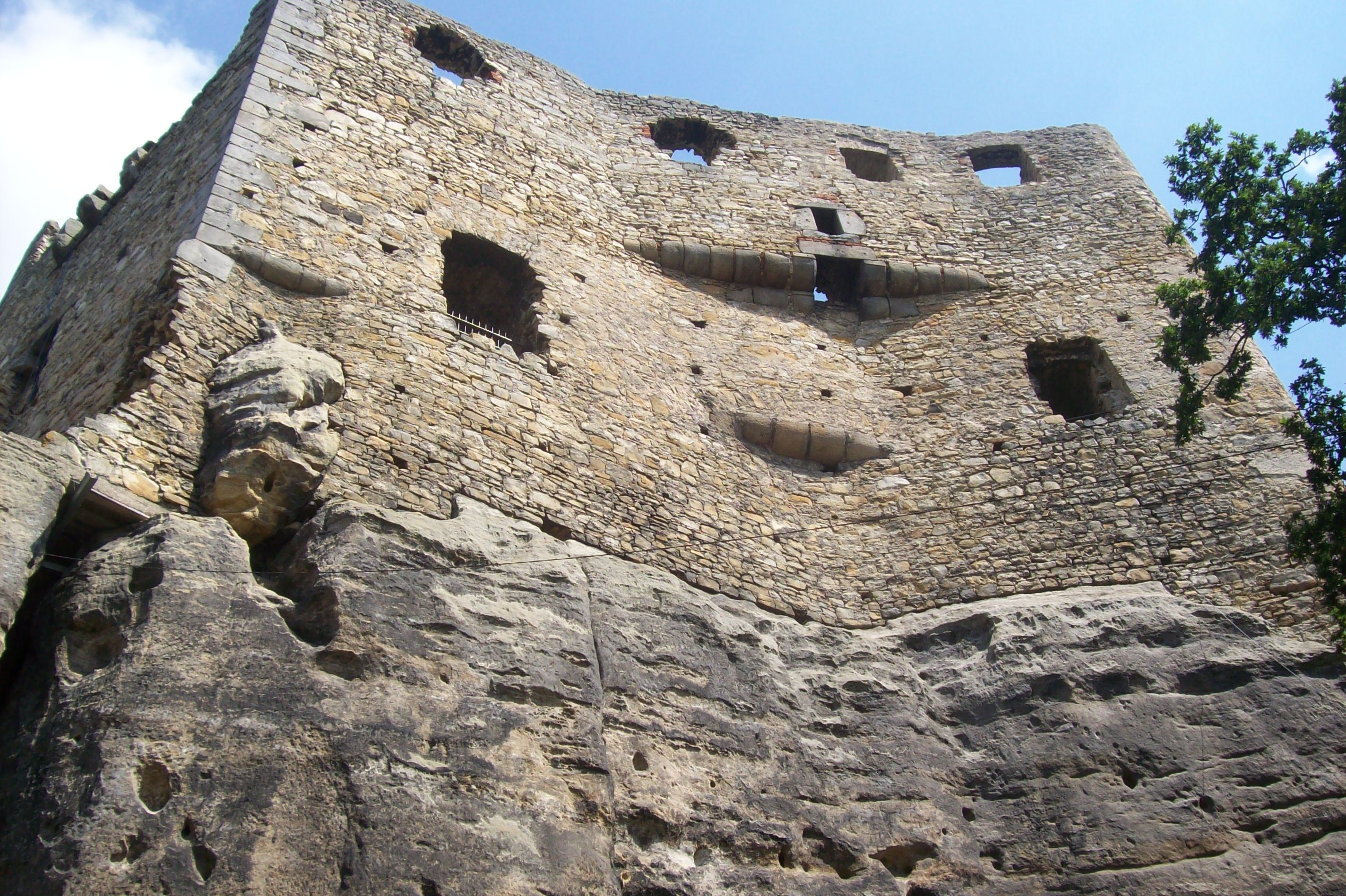
ヴァレチョフ城
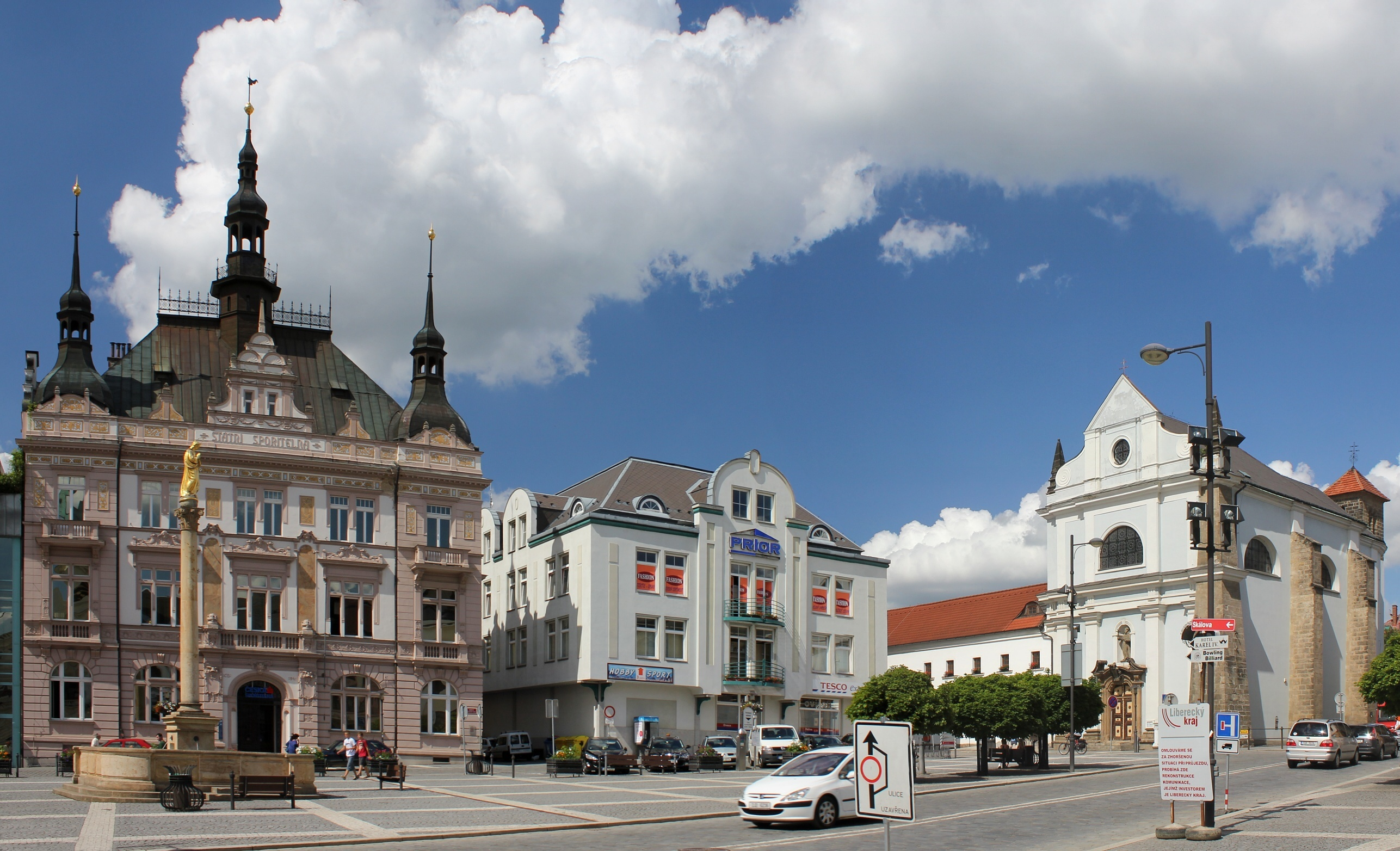
トゥルノフのボヘミアン・パラダイス広場
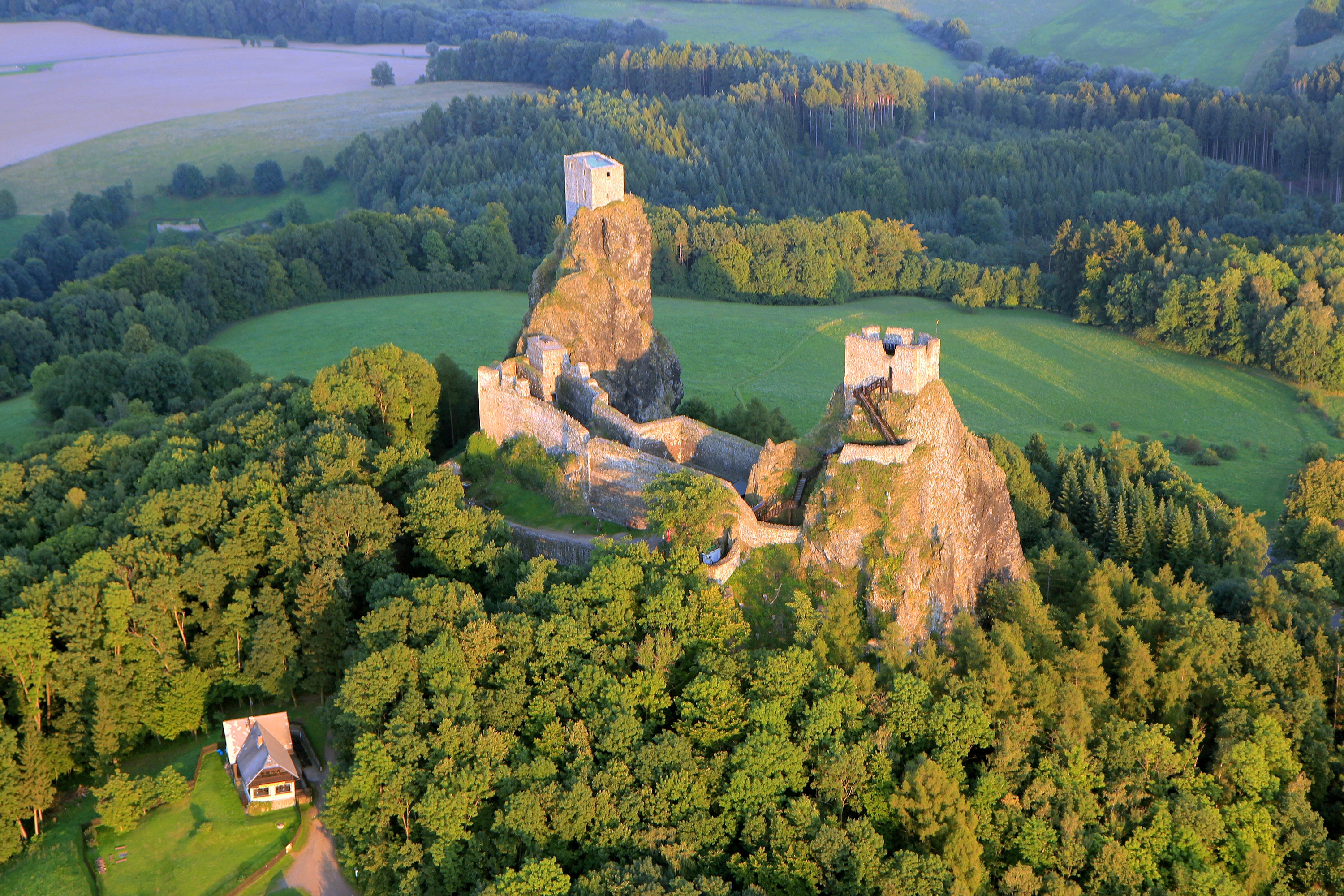
空撮によるトロスキ城

## 文化的視点
この地域でよく知られている城はトロスキ城とコスト城である。その他の城では、シクロフ城、フルビーロホゼック城、フルバスカーラ城、フンプレヒト城などがある。フリードシュテイン城やヴァルトシュテイン城などの多くの遺跡や、 民俗建築様式で建てられたいくつかの建物もある。たとえば、ドラシュフとブーチュクエフの邸宅である。